# Adalbertinum
Adalbertinum je společenský dům postavený v letech 1895–1897 v eklektickém stylu zahrnující prvky novorenesance a novobaroka. Je situován na ulici Československé armády v Hradci Králové, v blízkosti komplexu hotelu Grand.

## Historie
Investorem budovy bylo Družstvo tiskové pod ochranou sv. Jana Nepomuckého v Hradci Králové a cílem této organizace bylo získat budovu nejen s prostory pro knihtiskárnu, ale také vlastní sál pro schůze a přednášky, menší místnosti pro setkávání spolků, a též ubytovací prostory a restauraci. Osloveni byli dva architekti: místní Viktor Weinhengst, který dodal jeden návrh, a František Hellman z Jaroměře, který dodal čtyři návrhy – jeden z nich byl nakonec vybrán pro realizaci.
Bourání staré budovy vojenské prádelny, která na parcele stála, začalo 19. března 1896 a základní kámen nové budovy byl položen na svátek svatého Vojtěcha (známého též jako Adalbert) dne 23. dubna 1896. Stavba měla být dokončena k 900. výročí umučení tohoto světce, tedy přesně za 1 rok. Slavnostní otevření a vysvěcení budovy nakonec proběhlo až v rámci prvního diecézního sjezdu katolíků, který zorganizoval v srpnu 1897 královéhradecký biskup Edvard Jan Brynych.
Na stavbě se podíleli především královéhradečtí řemeslníci: sochař Josef Ježek (základní kámen), truhlář Josef Hlavatý, zámečník František Paulík, klempíř Štěpán Paul, sklenář Josef Hoza. Natěrač Josef Komárek byl přizván z Chrudimi. Stavební dozor vykonával Viktor Weinhengst.
Budova je od roku 1958 chráněnou kulturní památkou a dosud (2020) slouží pro společenské a kulturní aktivity.

## Architektura
Dům je volně stojící, dvoupatrový postavený na obdélníkovém půdorysu o rozměrech 47,10 m × 31,25 m. Štuková omítka má okrovou barvu, kolem celého přízemí budovy je pásová rustika. Střecha objektu je sedlová, ale rizality jsou zakončené třemi zvoncovitými báněmi z měděného plechu. Průčelí je zdůrazněno třemi rizality, ve středním je umístěn hlavní vchod a nad ním polosloupy nesený balkon (nad balkonem je fasáda členěna navazujícími pilastry). Tento rizalit je završen volutovým štítem s mušlemi. Ve tomto štítu se původně nacházela freska zobrazující návrat sv. Vojtěcha z Říma do Čech, ale později byla nahrazena hradeckým lvem. Na severozápadní straně fasády je nad obloukovými okny dlouhý obdélníkový rám s akanty a nápisem ADALBERTINUM.
Při stavbě byl velký důraz kladen na kvalitu materiálů. Do základu se používalo kufsteinské vápno, sedlová střecha je z anglické břidlice, schodiště ze žuly, podlahy tvoří silná prkna, dubové parketové vlysy nebo teraco.

## Pojmenování
Veřejnost někdy pro objekt používá zkrácený název Adal.